# Bào ngư Bạch Long Vĩ
Bào ngư Bạch Long Vĩ (chủ yếu là loài Bào ngư chín lỗ-Haliotis diversicolor) là nguồn gen đặc hữu, quý hiếm, nằm trong sách đỏ Việt Nam, sinh sống ở khu vực biển thuộc đảo Bạch Long Vĩ, thành phố Hải Phòng. Đây là sản vật đặc trưng, loài đặc sản mang lại hiệu quả kinh tế cao của huyện đảo này; là nguồn thực phẩm bổ dưỡng, vị thuốc quý, được đánh giá là có chất lượng nhất và là một trong mười đặc hải sản của Việt Nam sánh ngang với bào ngư nổi tiếng ở nhiều nước trên thế giới như: Niu Dilân, Mehicô, Úc… Nhãn hiệu Bào ngư Bạch Long Vĩ đã được Cục Sở hữu trí tuệ cấp Giấy chứng nhận nhãn hiệu

## Đặc điểm
Bào ngư là loài nhuyễn thể, thân mềm chân bụng, thuộc chi Haliotis, có vỏ cứng như vỏ sò nhưng dẹt hơn, từ mép vỏ gần miệng xoắn gờ thường tạo thành các lỗ (khoảng từ 7 – 13 lỗ, cũng có tài liệu ghi là từ 7 - 9 lỗ) để hô hấp.
Bào ngư Bạch Long Vĩ chủ yếu gồm hai giống, bào ngư đá và bào ngư lỗ. Bào ngư đá chuyên sinh sống, bám vào các vỉa đá ngầm. Bào ngư lỗ chuyên sống trong các lỗ dưới đáy biển.
Bảo ngư Bạch Long Vĩ phổ biến nhất là giống bào ngư Chín Lỗ, hay còn gọi là ốc "Cửu Khổng". Đây là giống chỉ phân bố ở một số số vùng biển như Thanh Lân, Cô Tô, Hạ Mai, Thượng Mai, vịnh Hạ Long, mật độ cao nhất là ở vùng đảo Bạch Long Vĩ. Giống có đặc điểm: vỏ hình thuyền, dài 90 - 100mm, mỏng, nhẹ, chắc; mặt ngoài vỏ sần sùi có nhiều gờ phóng xạ hoặc đồng tâm cắt nhau; mép vỏ có một hàng 14 lỗ hoặc ít hơn, trong đó có 9 lỗ thông mặt trong và ngoài; mặt vỏ ngoài màu xanh sẫm hoặc nâu sẫm, mặt trong sáng bóng với lớp xà cừ láng bóng; chân rộng, bám chắc vào đá, các rạn đá; ưa những vùng nước biển chảy mạnh, dưới triều từ 1 - 15m nước, có độ mặn cao từ trên 20 - 32‰; bào ngư ăn tảo đa bào như: Sargassum, Gracilaria…